# Masashi Kamekawa
Masashi Kamekawa  (Japans: 亀川 諒史, Kamekawa Masashi) (Osaka, 28 mei 1993) is een Japans voetballer die als verdediger speelt bij Avispa Fukuoka.

## Clubcarrière
Masashi Kamekawa begon zijn carrière in 2012 bij Shonan Bellmare. Hij tekende in 2015 bij Avispa Fukuoka.

## Japans voetbalelftal
Masashi Kamekawa nam met het Japans voetbalelftal deel aan de Olympische Zomerspelen 2016.